# دنبیه (استان اوپوله)
دنبیه (به لهستانی:  Dębie) یک روستا در لهستان است که در گمینا خژانستوویتسه واقع شده‌است. دنبیه ۵۴۰ نفر جمعیت دارد.